# Corte Condal de Barcelona

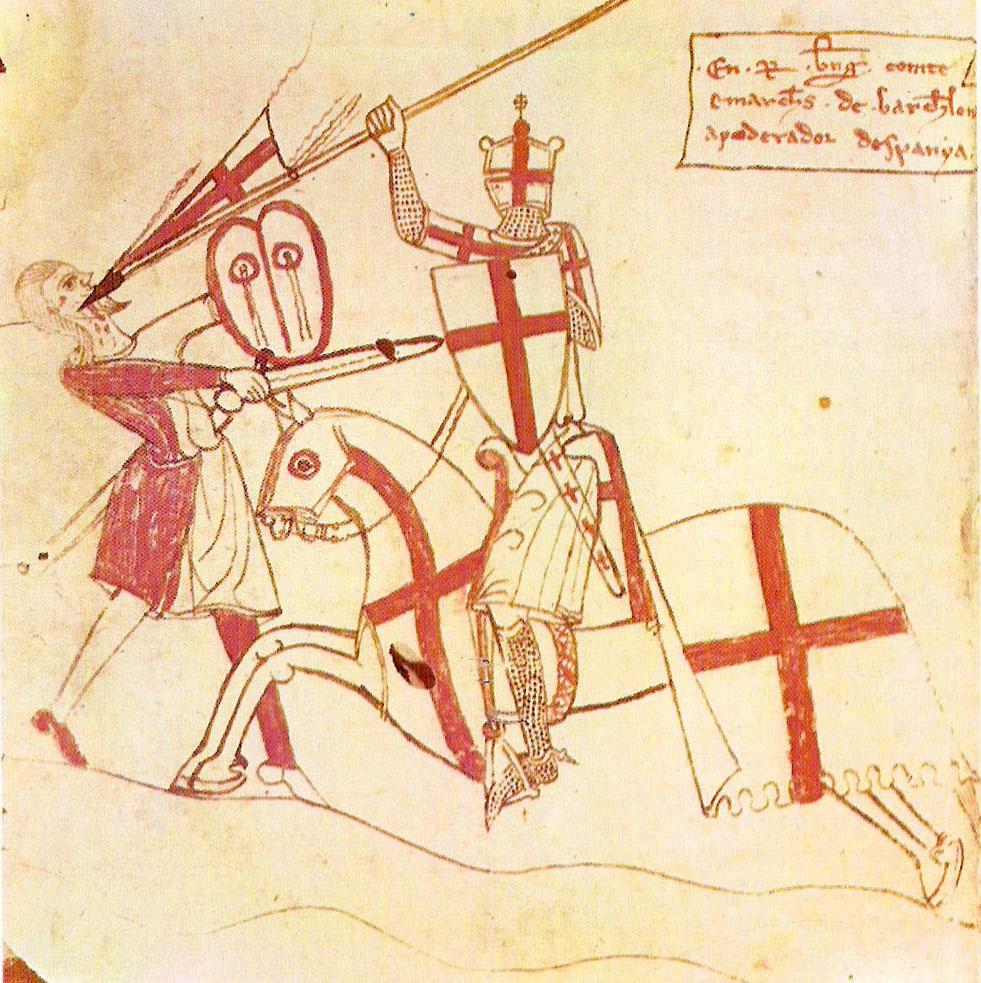
Códice de los Usatges de Barcelona del primer tercio del. La miniatura representa al Conde de Barcelona con la Cruz de San Jorge como armas personales. Ms. Z-III-14 de la Biblioteca de El Escorial.

La Corte Condal de Barcelona o Curia Condal se formó durante el siglo XI, de acuerdo con el modelo de la curia real franca, a medida que los condes de Barcelona se consolidaban como príncipes soberanos.
Estaba integrada por magnates civiles y eclesiásticos, por altos consejeros y por jueces. Tenía un carácter mixto, como organismo colaborador en la toma de decisiones del soberano, tanto en los aspectos legislativos y fiscales como en el ejercicio de la potestad judicial.
De estas Cortes surgieron los primeros usatges que tomaron fuerza legal al ser compilados por Ramón Berenguer IV. De la Corte Condal de Barcelona derivó la Corte General de Cataluña y, más tarde, el Parlamento del reino de Cerdeña.